# Никола Пиндиков
Никола Петков Пиндиков е български художник и учител, работил предимно в Русе.

## Биография
Никола Петков Пиндиков е роден на 18 септември 1898 година в град Елена. Ражда се в семейството на Петко Пиндиков и Пенка Бояджиева. Семейството е бедно. Бащата Петко е бил шивач, по-късно работи, като пощенски раздавач в Елена, на която работа го заварва и смъртта му през 1943 г. Майката Пенка е била земеделска работничка.
Никола получава основното си образование в родния си град Елена. Осми клас завършва отново във Велико Търново, където и получава зрелостно свидетелство.
Две години работи, като нередовен начален учител в Еленските села. По настояване на баща си през 1920 г. започва да следва във Военното училище в гр. Варна. След прекарани две години във Военното училище във Варна, през 1922 г. Никола кандидатства в Художествената академия в София и бива успешно приет в специалност „Живопис“, в класа на проф. Цено Тодоров. Изкарва пълния 5-годишен курс на обучение. Освен живопис, Никола завършва и допълнително специалност Графика. За жалост няма запазени негови графични отпечатъци освен един- пейзаж с брези и борова гора на заден план, отпечатан през 1926 г.  Никола пази в тайна от семейството си, че е постъпил в Художествената академия. За да се издържа работи, като изкопен работник в строителни бригади. Копае основите на жилищни сгради и по този начин подпомага следването си.
По време на обучението си в София, Никола среща и бъдещата си съпруга – Олга Градинарова, млада лекарка, произхождаща от елитно русенско семейство. Сключват брак през 1925 г.
През 1927 г. Никола завършва Художествената академия с много добър успех. След завършването си заедно със съпругата си се премества в гр. Русе в семейната къща на Олга.
През 1929 г. започва работа като художник в креватната фабрика „Карпати“ в гр. Русе, където работи една година. През същата 1929 г. се ражда и единственото дете на художника, синът му- Петко.
От 1930 г. Никола Пиндиков работи като учител по рисуване. Учителствал е в Разград, Оряхово, след това отново в Разград и от 1940 г. – в Русе. На 15 септември 1940 г. е назначен като учител в Русенската мъжка гимназия ‘’Княз Борис’’. През 1946 г. е назначен за директор на гимназия ‘’Христо Ботев’’. Вероятно административната работа не е била по вкуса на Никола, защото само две години по-късно напуска директорския пост с мотива: ‘’ Желая да се отдам на самостоятелна, свободна творческа дейност.’’
До края на живота си работи като художник. Ателието му се намира в близост до центъра на гр. Русе. Организира курсове по рисуване, посещавани от множество млади хора.
Умира на 6 януари 1974 година в град Русе.

## Творчество
Участва в множество общи художествени изложби. Прави 14 самостоятелни изложби в София, Русе, Елена, Оряхово. Силно впечатлен е от природата, за това и творчеството му е съсредоточено върху красотата на гората. Прави множество рисунки с акварел, туш и перо по горски мотиви. Изявява се, като портретист и изискан рисувач. Прави редица портрети.
Негови картини са собственост на ХГ-Русе, множество частни сбирки в страната и чужбина.